# 混合経済
混合経済（こんごうけいざい、mixed economy）とは、計画経済と市場経済の混合システムである。自由放任の政治経済の思想に対し、多くの国営企業が市場に参入したり、政府が経済政策などを通したりして、社会経済に多くの影響力を行使するものである。

## 概要
1929年から発生した1930年代の世界恐慌後、特に、第二次世界大戦後の資本主義国に広まった政策である。世界恐慌における記録的な民間投資後退が金融システムの疲弊や資産市場の衰退を通じて、著しい景気後退と深刻な社会不安を招いた反省があったからである。
政府が均衡財政にこだわらず歳出を行なうことで、乗数効果による国民所得維持を図り、民間投資の減少を引き止め、規制などによりあらかじめ産業の需給調整を図り、投資リスクの低下を図る。
目的としては、完全雇用の達成と経済成長が挙げられる。さらに、所得再分配をはかり消費性向低下を抑制することや、社会福祉の充実により社会不安を背景とした過剰貯蓄を回避し個人消費の育成を図るなどの政策も前述の目的に沿っている。
現代ではほとんどの国が市場経済を掲げていても、政府の経済への関与は少なからぬものがあり、完全な自由放任の市場経済は破綻国家のような場合しか事実上存在しない。その中でも政府が市場経済に直接多くの関与をするのが混合経済という。西欧では社会民主主義政党が政権の座につくことも多く、社民主義諸政権がこうした経済運営をとったほか、保守政党も類似した政策をとることが多かった。1980年代以前の日本の自民党の場合、公務員の労働者数に占める比率は比較的低く、公共企業体の経済に占める事業規模も小さいが、一方日本株式会社と称される側面があった。

## 背景

### 所得再分配
時は第二次世界大戦に続く冷戦時代であり、労働者の権利と生活の向上、平等な社会の実現を標榜し、資本主義を搾取的だと主張する社会主義国と対峙する上で、国内に貧富の格差を生むことは望ましくなかった。貧富の格差の増大は社会不安を招き、ひいては社会主義勢力の台頭を招く恐れもあった（これは、現に、世界恐慌後のドイツで起こったことである）。

### 公共投資
大規模な戦争を経過することで交戦国の多くが総動員体制を経験していたことも混合経済化をうながした。総動員体制下においては戦争遂行を目的に、社会・産業体制が国家により再編された。
大規模な社会インフラ整備を必須とする重化学工業の発達とモータリゼーションは、公共投資増大を正当化した。インフラ整備は産業発達を通じ財政の発展をもたらすため、政府活動がビジネス化することになった。

## ケインズ経済学と社会民主主義と第三の道
小さな政府論者からみると、それより規制的な考えは、皆「大きな政府」、即ち混合経済になるが、実際には異なる。
社会民主主義
「必要な者に支給」、社会的連帯の重視
社会自由主義
「社会的公正の実現」、各個人の自由の達成のための社会的相互援助
修正ケインズ経済学
積極的な財政政策と金融政策を併用。
「機会の平等」だが、公害や失業の垂れ流しは汚染者負担原則。救済は受益者負担
「不況企業救済で政府が官需発注・投資・雇用肩代わり分」は、租税で企業に請求。「自動車業界の法人税がなぜ土建業に?」との批判は考慮。　
第三の道
基本的に「小さな政府」、財政政策には消極的で、金融政策を主軸とした経済政策を採用。
貧困者へは安全ネットの展開
「機会の平等」を担保するため、教育を重視。相続税や累進課税にも肯定的。
小さな政府
「機会の平等」、しかし相続税にも否定的でトリクルダウン論を主張。
経済政策の中心は金融政策であり、財政政策には否定的。セーフティネットは最低限とする。
減税、均一課税、最小国家主義。

## ケインズ経済学の興亡と復活
1960年代、主要国において大きな政府の体制が敷かれたが、1970年代からのスタグフレーション下で肥大化した政府の非効率性が問題点にされた。
このころ、混合経済体制の目的が公共投資による経済成長から所得再分配そのものへ変質し、国政機関による国内の利害調整・買票の手段へと転化した。ここに至って、公共投資や規制は既存の産業構造保持を目的とするようになり、経済成長を阻害しかねない状況へおちいった。
また、積極財政で投下した資金が石油危機のために、石油代金として国外に流失して、米国内で乗数効果を発生せず、米国のスタグフレーション治療に効果がなく、財政赤字だけが拡大したことが批判を浴びた。
その後、新自由主義の台頭により、混合経済システムは「大きな政府」と批判されるようになった。批判を背景に、サプライサイド改革をすすめる国は「小さな政府」へ転向しているが、改革の根拠とされたサプライサイド経済学の妥当性については極めて批判的な意見が多く、ブードゥー経済学と嘲笑されるに至っている。
現在、「不況期における政府投資による雇用・有効需要創出」を再評価し、「投資採算・回収性によるプロジェクト厳選」、「創出需要が輸入で流出することの防止」などを反省し、「環境との調和」に留意した「修正ケインズ学説」に基づいてバラク・オバマ米政権の「グリーン・ニューディール政策」が打ち出されている。